# Leonardus van Veghel
Leonardus van Veghel ('s-Hertogenbosch, ca. 1527 - Brielle, 9 juli 1572) was een van de negentien martelaren van Gorcum. Sinds 1556 was hij priester werkzaam in Gorcum. Hij is in 1867 samen met de andere martelaren heilig verklaard door paus Pius IX.
Leonardus van Veghel was sinds 1556 werkzaam als priester in Gorinchem. Bij de gevangenneming van de priesters fungeerde hij als woordvoerder voor de groep. Hij werd als tweede, na Nicolaas Pieck, opgehangen door de watergeuzen. In 1675 werden de martelaren eerst door paus Clemens X zalig verklaard. Een kleine twee eeuwen later werden ze heilig verklaard door Pius IX. Hun feestdag is op 9 juli.
Adrianus van Hilvarenbeek · Andreas Wouters · Antonius van Hoornaar · Antonius van Weert · Cornelius van Wijk bij Duurstede · Franciscus de Roye · Godfried van Duynen · Godfried van Mervel · Hieronymus van Weert · Jacobus Lacobs · Joannes van Hoornaar · Joannes van Oisterwijk · Leonardus van Veghel · Nicasius van Heeze · Nicolaas Pieck · Nicolaas Poppel · Petrus van Assche · Theodorus van der Eem · Willehad van Denemarken